# 愛鷹パーキングエリア
愛鷹パーキングエリア（あしたかパーキングエリア）は、静岡県沼津市にある東名高速道路のパーキングエリア (PA) である。愛鷹バスストップ (BS)、愛鷹スマートインターチェンジ (SIC) を併設する。

## 道路
- E1 東名高速道路

直接接続（スマートインターチェンジ）
- 沼津市道0105号線（静岡・名古屋方面）
- 沼津市道0118号線（御殿場・東京方面）

間接接続（スマートインターチェンジ）
- 国道1号（沼津バイパス）

## 沿革
- 1969年（昭和44年）3月31日：御殿場IC - 富士IC間開通に伴い供用開始。
- 2016年（平成28年）3月19日：スマートインターチェンジが供用開始。

## 施設

### 上り線（東京方面）
- 駐車場
  - 大型 46台
  - 小型 56台
- トイレ
  - 男性 大5.（和式1・洋式4）・小8
  - 女性 13（和式2・洋式11）
    - 同伴の男児用 2
    - 子供用トイレ 1

  - 車椅子用 1
- スナック (8:00 - 20:00)
- ショッピング (8:00 - 20:00)
- ハイウェイ情報ターミナル
- 自動販売機
- バス停留所（東名愛鷹）

### 下り線（名古屋方面）
- 駐車場
  - 大型 50台
  - 小型 31台
- トイレ
  - 男性 大5（和式1・洋式4）・小8
  - 女性 13（和式2・洋式11）
    - 同伴の男児用 1
    - 子供用トイレ 1

  - 車椅子用 1
- スナック (8:00 - 20:00)

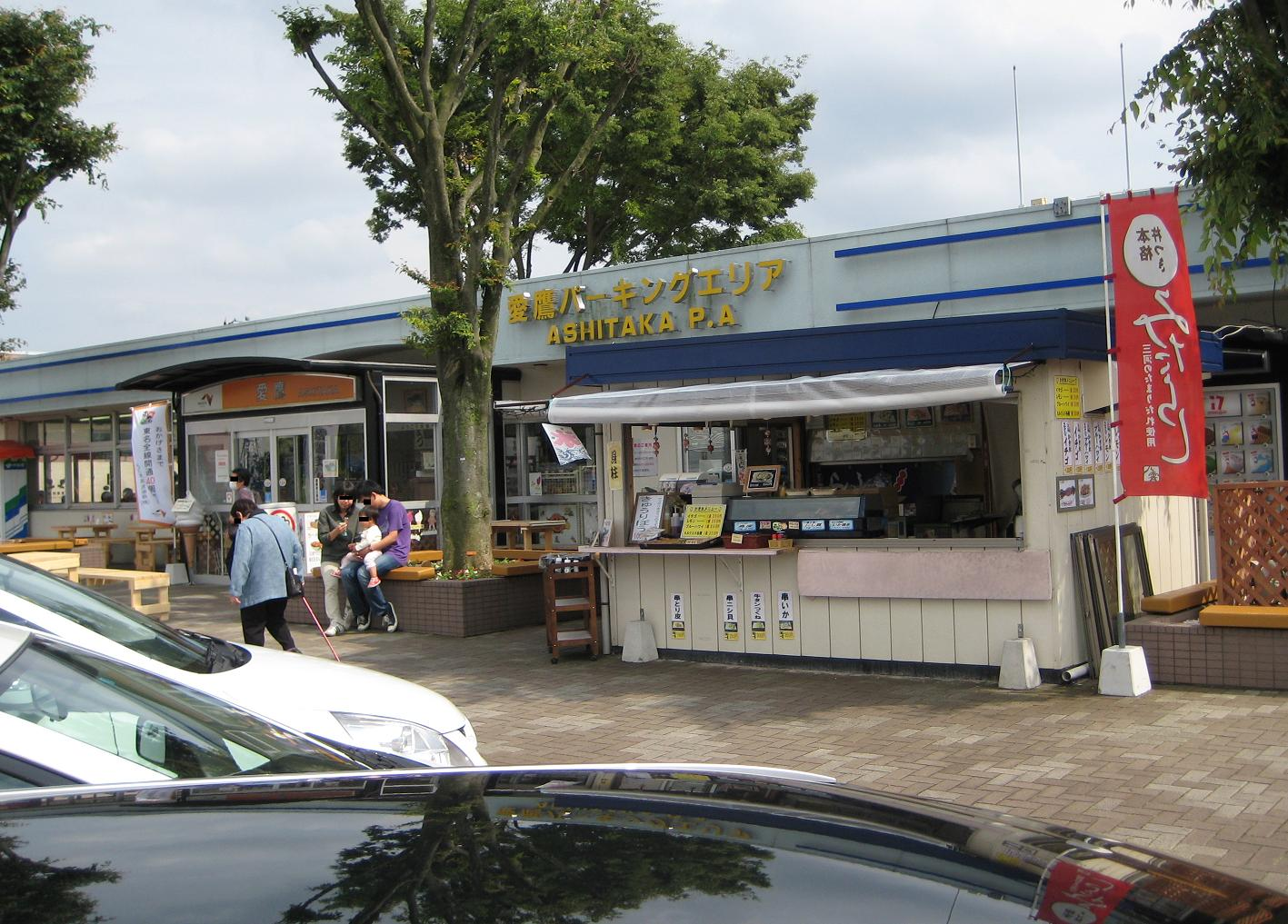
下り線施設

- ショッピング (8:00 - 20:00)
- コンビニエンスストア（デイリーヤマザキ、24時間）
- ATM
  - イーネット（スルガ銀行管理）
- ハイウェイ情報ターミナル
- 自動販売機
- バス停留所（東名愛鷹）

## 愛鷹バスストップ
愛鷹バスストップ（あしたかバスストップ）は、愛鷹パーキングエリアに併設するバス停留所である。旅客案内上では東名愛鷹（とうめいあしたか）と呼ばれる。東名ハイウェイバスの東京駅 - 静岡駅間運転のバスが上下便とも途中休憩を兼ねて停車する。
東名ハイウェイバスでは比較的新しく設置された停留所であり、沼津ICの混雑激化を反映して特急便の停車が増えた時期もあったが、現在は急行便のみが停車する。休憩を含めて10分程度停車するが、道路状況によっては足柄SAで休憩とし、ここでは乗降のみとする場合もある。なお、愛鷹BS通過便は足柄SAで休憩し、当PAでは休憩しない。

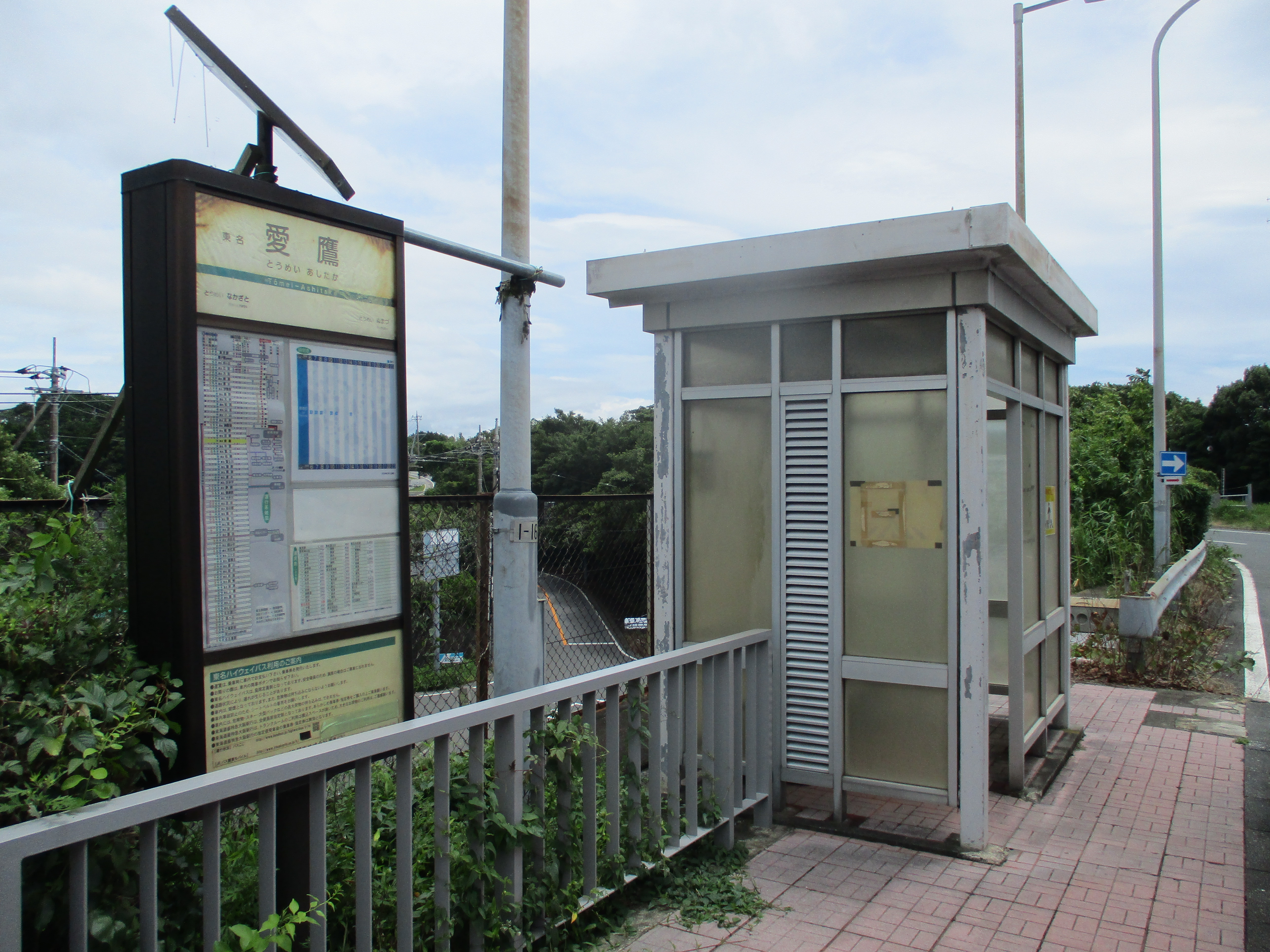
上り
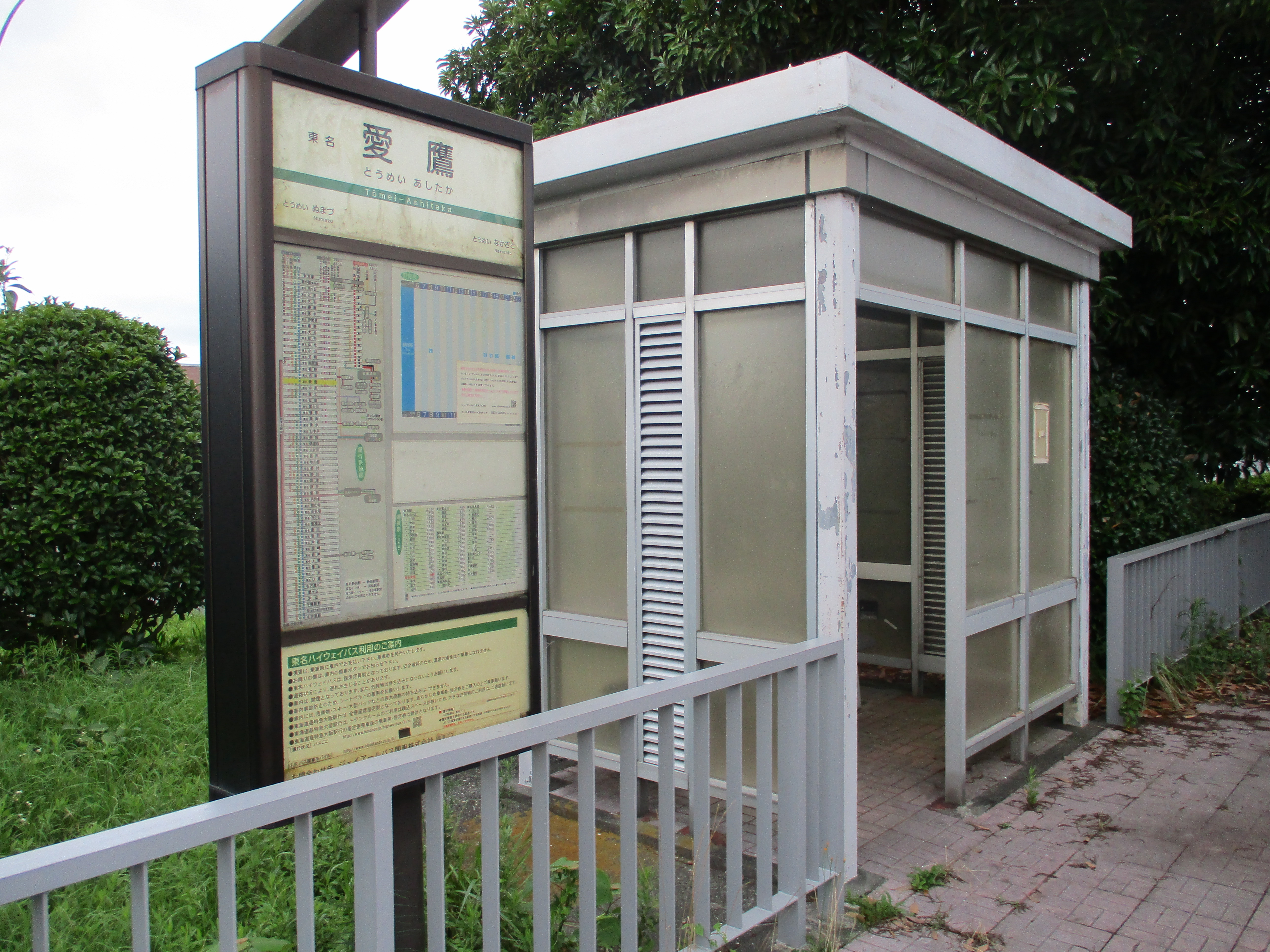
下り

### 歴史
- 1986年（昭和61年）11月1日：開設。

### 停車する路線
- 東名ハイウェイバス（東京 - 御殿場 - 静岡）（JRバス関東、JR東海バス）

### 隣接のバス停など
- 中里BS - 愛鷹PA - 愛鷹BS - 沼津IC（沼津BS） - 裾野BS

### 乗り換え
- 富士急シティバス 東名愛鷹パーキング北入口バス停（上り線PA・BSより徒歩1分）
- 富士急シティバス 東名愛鷹パーキング入口バス停（下りPA・BSより徒歩1分）

### 距離
- 東京駅から121.8 km

## 愛鷹スマートインターチェンジ

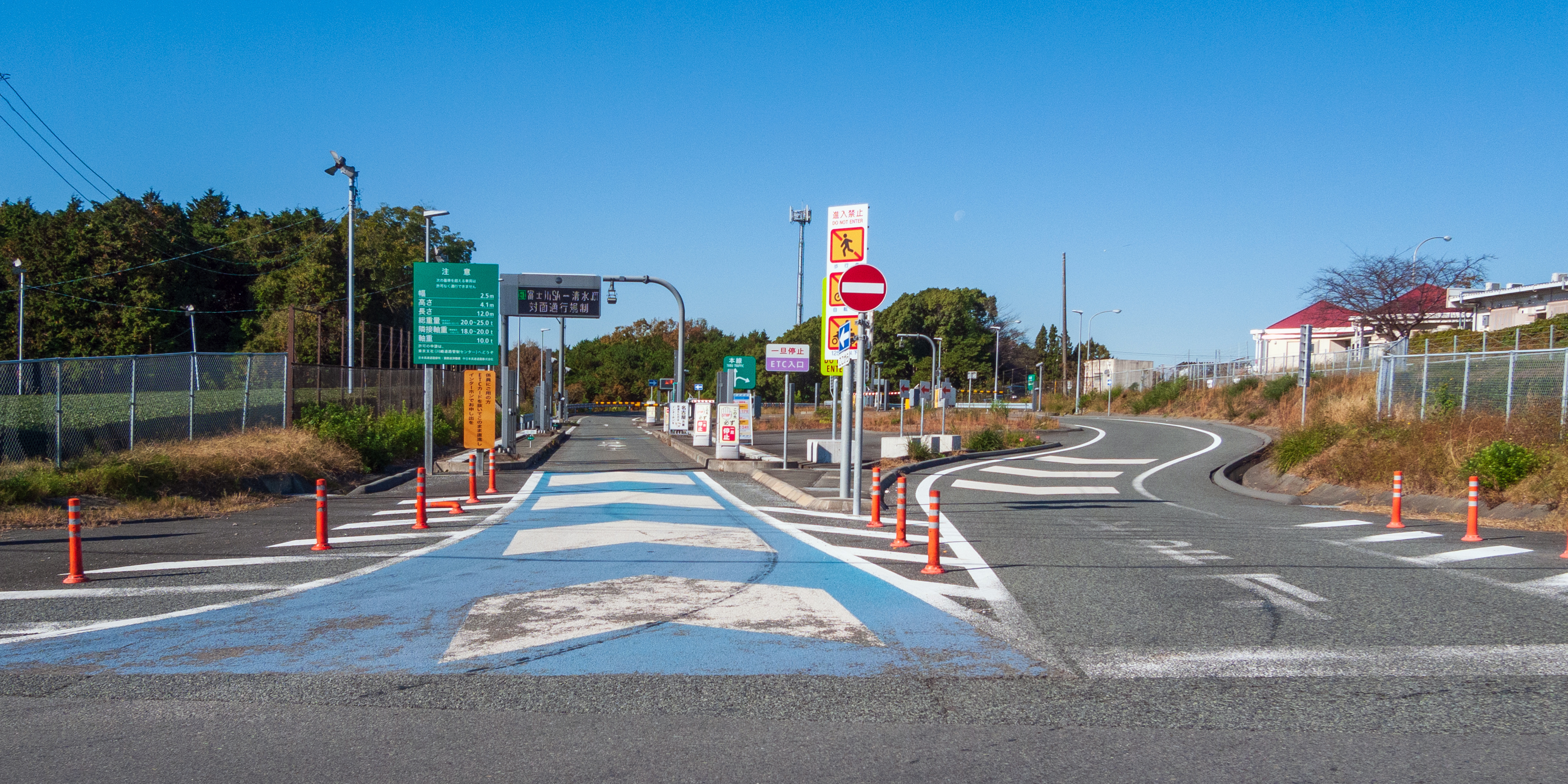
SIC下り線出入口

愛鷹スマートインターチェンジ（あしたかスマートインターチェンジ）は、愛鷹パーキングエリアに併設するスマートインターチェンジである。
利用可能車種はETC搭載の全車種（長さ12 m以下の車両）で24時間運用。上下線ともに出入可となっている。

## 隣
E1 東名高速道路
(8) 沼津IC - (8-1) 愛鷹PA/BS/SIC - (9) 富士IC